# بیمارستان دکتر امامی
بیمارستان دکتر امامی بیمارستانی است خصوصی و درمانی واقع در شیراز، استان فارس با ظرفیت ۶۵ تخت فعال که در سال ۱۳۴۷ شمسی تأسیس گردید.
بخش‌های بستری این بیمارستان عبارتند از مراقبت‌های ویژه، جراحی‌های عمومی، پوست و مو، کودکان و اورژانس.